# Neufchâteau (Neufchâteau)
Neufchâteau [nøʃɑto] (deutsch veraltet Neuenburg) ist eine französische Stadt und ehemalige Gemeinde mit 6507 Einwohnern (Stand: 1. Januar 2022) im Département Vosges in der Region Grand Est (bis 2015 Lothringen). Die Stadt war eine der Unterpräfekturen des Départements und Verwaltungssitz des Gemeindeverbands Communauté de communes de l’Ouest Vosgien. Die Bewohner werden Néocastriens und Néocastriennes genannt.
Im Jahr 2024 erhielt die Gemeinde die Auszeichnung „Drei Blumen“, die vom Conseil national des villes et villages fleuris (CNVVF) im Rahmen des jährlichen Wettbewerbs der blumengeschmückten Städte und Dörfer verliehen wird.
Der Erlass der Präfektin vom 27. September 2024 legte mit Wirkung zum 1. Januar 2025 die Eingliederung von Neufchâteau zusammen mit der früheren Gemeinde Rollainville zur gleichnamigen Commune nouvelle Neufchâteau fest. Neufchâteau besitzt im Gegensatz zu Rollainville keinen Status einer Commune déléguée.

## Geografie

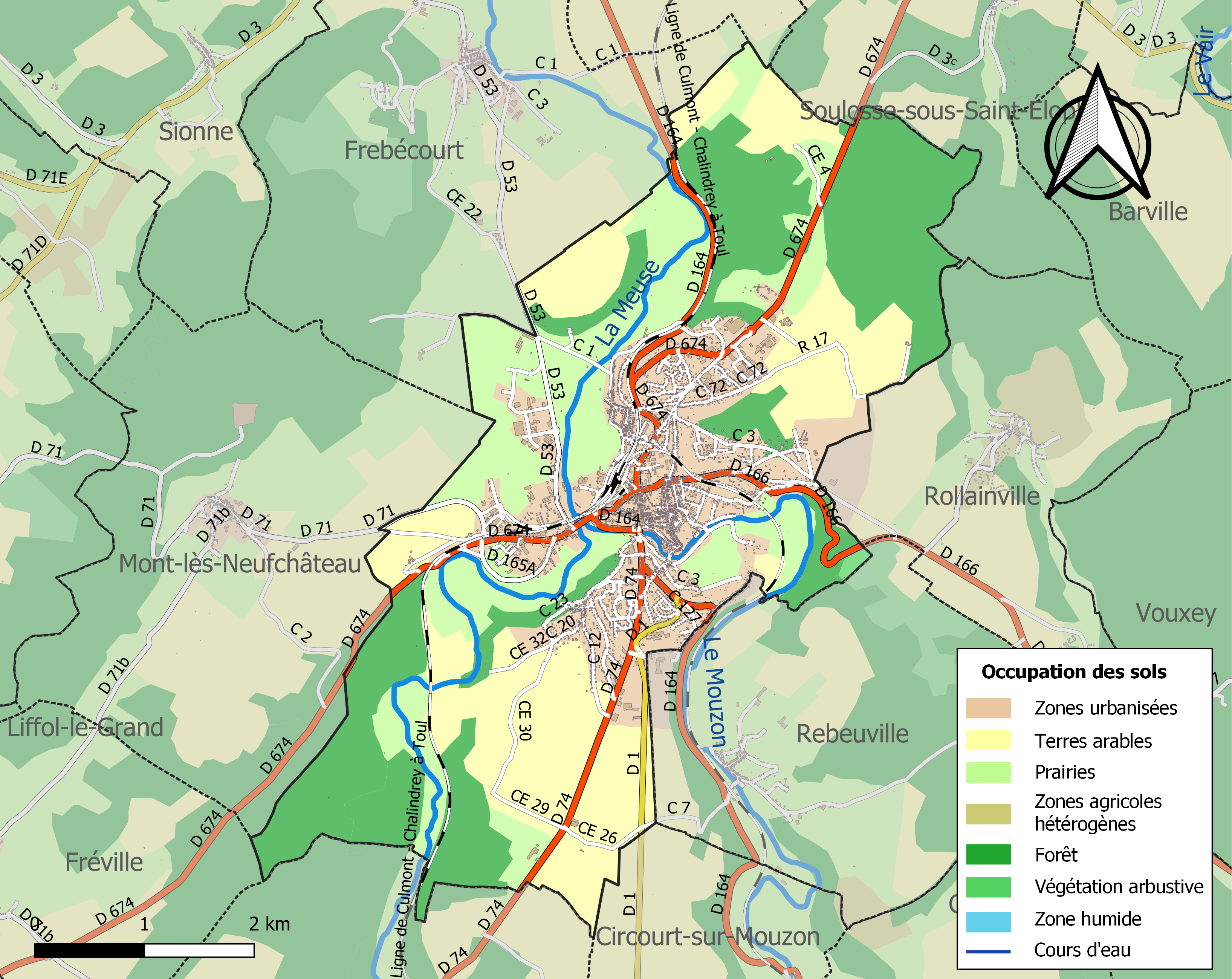
Bodennutzung, Hydrografie und Infrastruktur von Neufchâteau (2018)

Der Ort Neufchâteau liegt etwa 60 Kilometer westnordwestlich von Épinal in der historischen Landschaft Lothringen. Das Ortsgebiet wird entwässert von der Maas, die es von Süd nach Nord durchquert, und vom Mouzon, der im Zentrum von Neufchâteau in die Maas mündet. Das Zentrum befindet sich auf einer Höhe von etwa 290 m. Das Bodenrelief ist gekennzeichnet durch die Lage der Täler von Maas und Mouzon mit beidseitigen Hochebenen mit maximal 373 m im Süden und einer minimalen Höhe von 274 m beim Austritt der Maas aus dem Ortsgebiet.
Teile des Gebiets von Neufchâteau gehören zum Natura 2000-Schutzgebiet „Milieux forestiers et prairies humides des vallées du Mouzon et de l’Anger“ (FR4100191) und zu fünf ZNIEFF-Naturzonen. Rund 48 % der Fläche von Neufchâteau werden landwirtschaftlich genutzt, rund 28 % sind bewaldet, hauptsächlich im Nordosten und Südwesten, rund 14 % entfallen auf bebaute Flächen, rund 8 % auf Industrie-, Gewerbe- und Verkehrsflächen, rund 2 % auf künstlich angelegte, nicht landwirtschaftliche Grünflächen (Stand: 2018).
Umgeben wird der Ort Neufchâteau von den acht Nachbargemeinden und der Commune déléguée der Commune nouvelle:
| Frebécourt           | Coussey                                     | Soulosse-sous-Saint-Élophe      |
| Mont-lès-Neufchâteau | Kompassrose, die auf Nachbargemeinden zeigt | Rollainville (Commune déléguée) |
| Fréville             | Bazoilles-sur-Meuse                         | Rebeuville Circourt-sur-Mouzon  |

## Geschichte
Der Ort Neufchâteau ist einer der ältesten Lothringens. Das römische Noviomagus war ein Markt an der Römerstraße von Lyon nach Trier. Dietrich II., Herzog von Lothringen, ließ hier im 11. Jahrhundert eine Burg bauen: der Ort wurde 1094 als Novum Castrum bezeichnet.
Neufchâteau wurde regelmäßig ausgewählt, wenn es darum ging, Differenzen zwischen Frankreich und Lothringen zu regeln. Hier versammelte Herzogin Christine 1545 die Generalstände. 1436 wurde die Stadt als Pfand für das Lösegeld gegeben, mit dem Herzog René I. freikommen sollte, und daraufhin von einer burgundischen Garnison besetzt. Die Stadt wurde vom Dreißigjährigen Krieg stark in Mitleidenschaft gezogen (Hunger, Pest, Truppendurchzug). Kardinal Richelieu ließ die Mauern der Stadt und der Burg schleifen.
Mit der Französischen Revolution wurde Neufchâteau (unter dem Namen Mouzon-Meuse) Unterpräfektur des Départements Vosges.
Laut der Fondation pour la mémoire de la déportation bestand in Neufchâteau von Dezember 1939 bis Januar 1940 ein Lager für Staatsangehörige der feindlichen Mächte, das zugleich über zwei Anhänge verfügte: um ein Camp in Harchéchamp und um ein Camp in Sionne. Außer der Tatsache, dass es sich um ein administratives Lager für Deutsche gehandelt haben soll, also um ein Lager, in das Personen ohne Gerichtsurteil und nur auf der Basis einer Verwaltungsanordnung eingeliefert wurden, sind weitere Details nicht bekannt.
Während des Westfeldzugs der deutschen Wehrmacht im Zweiten Weltkrieg errichtete die Luftwaffe im Mai 1940 einen Feldflugplatz bei Neufchâteau.

## Bevölkerungsentwicklung
| Jahr !! 1962 !! 1968 !! 1975 !! 1982 !! 1990 !! 1999 !! 2006 !! 2013 !! 2020 |      |      |      |      |      |      |      |      |      |
| Einwohner                                                                    | 7328 | 7971 | 8741 | 8343 | 7803 | 7533 | 7133 | 6602 | 6644 |
| Quellen: Cassini und INSEE                                                   |      |      |      |      |      |      |      |      |      |

## Sehenswürdigkeiten
- Kirche Saint Christophe (13.–14. Jahrhundert), seit 1908 als Monument historique klassifiziert. Sie birgt zahlreiche Ausstattungsgegenstände, die in der Base Palissy gelistet sind, darunter eine große Anzahl, die als Monument historique der beweglichen Objekte klassifiziert sind.
- Kirche Saint-Nicolas (12.–15. Jahrhundert), seit 1908 als Monument historique klassifiziert. Sie birgt zahlreiche Ausstattungsgegenstände, die in der Base Palissy gelistet sind, darunter eine große Anzahl, die als Monument historique der beweglichen Objekte klassifiziert sind.
- Kirche Sainte-Ursule im Ortsteil Noncourt
- Kirche Saint-Martin im Ortsteil Rouceux
- Kapelle Saint-Esprit und ehemaliges Hospital (13. Jahrhundert), Kapelle seit 1926 als Monument historique eingeschrieben
- Hôtel de Houdreville, das heutige Rathaus (Hôtel de ville), aus dem 13.–15. Jahrhundert, seit 1908 und 1981 jeweils in Teilen als Monument historique klassifiziert
- Hôtel de Malte, ehemals Hospital Saint-Jean-de-Jerusalem, die heutige Unterpräfektur, im 16. Jahrhundert teilweise neu gebaut, seit 2000 in Teilen als Monument historique eingeschrieben
- Ehemaliges Kloster der Congrégation Notre-Dame, anschließend Justizgebäude (17. Jahrhundert), seit 2012 als Monument historique eingeschrieben

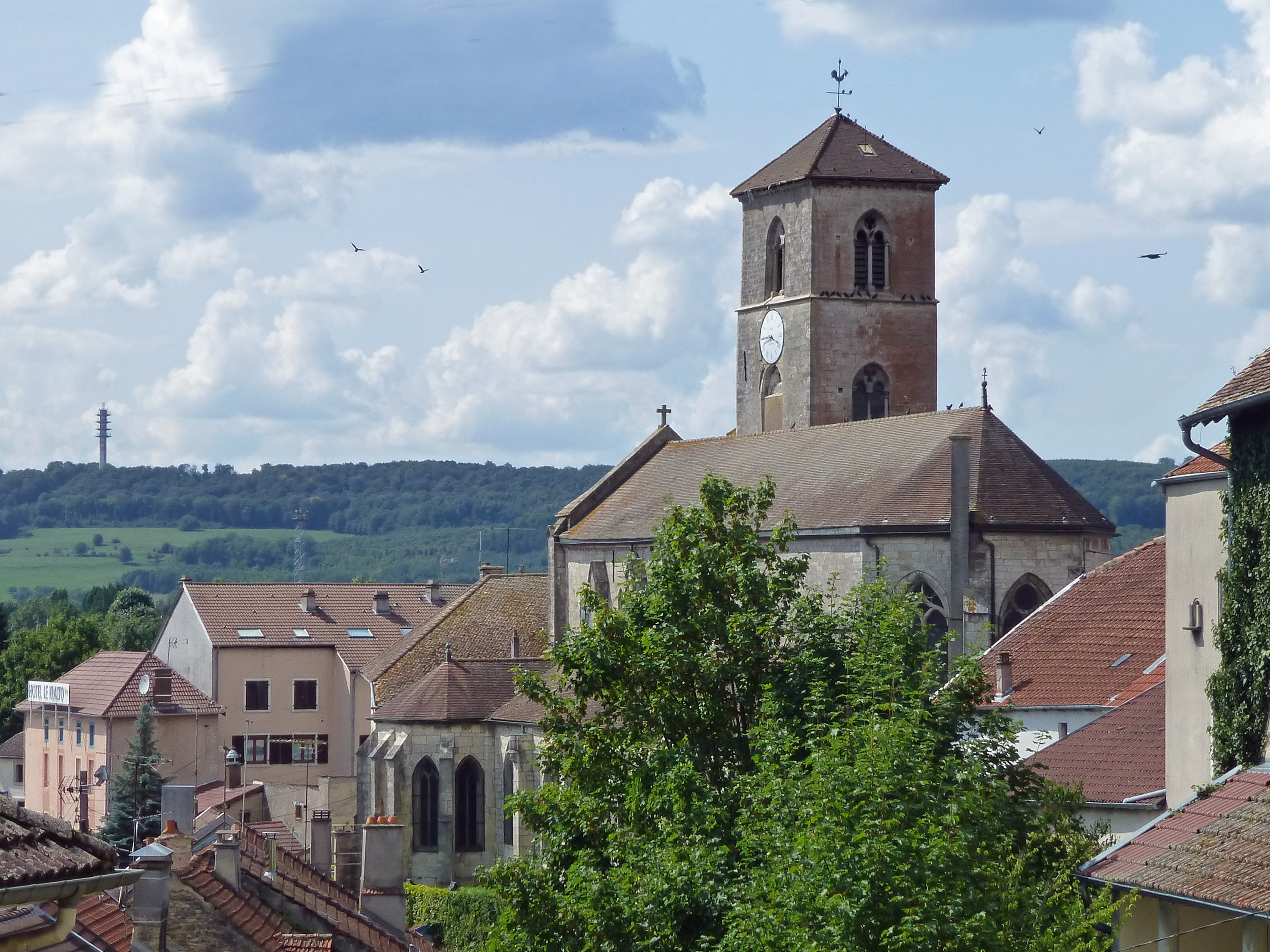
Kirche Saint-Christophe
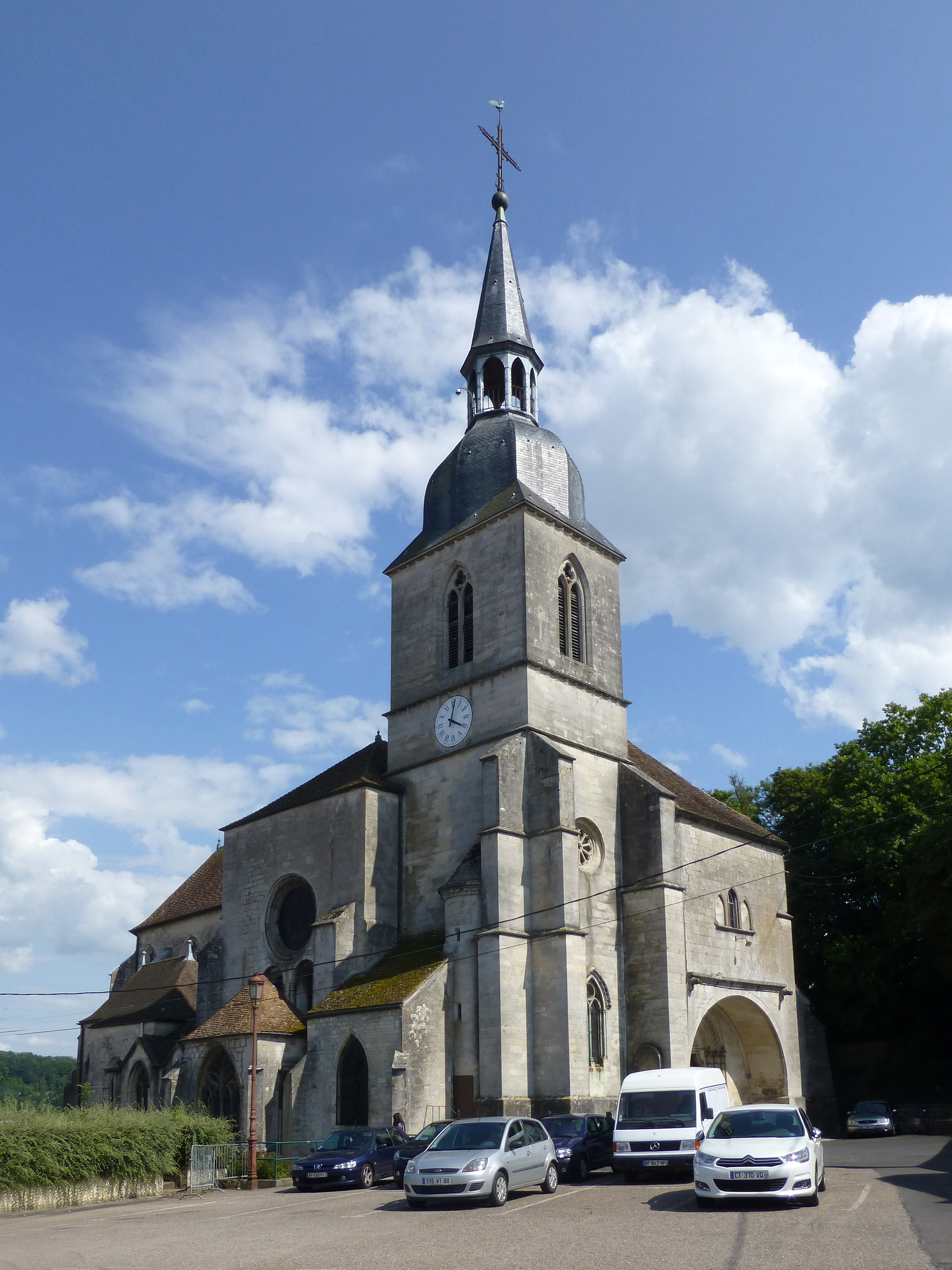
Kirche Saint-Nicolas
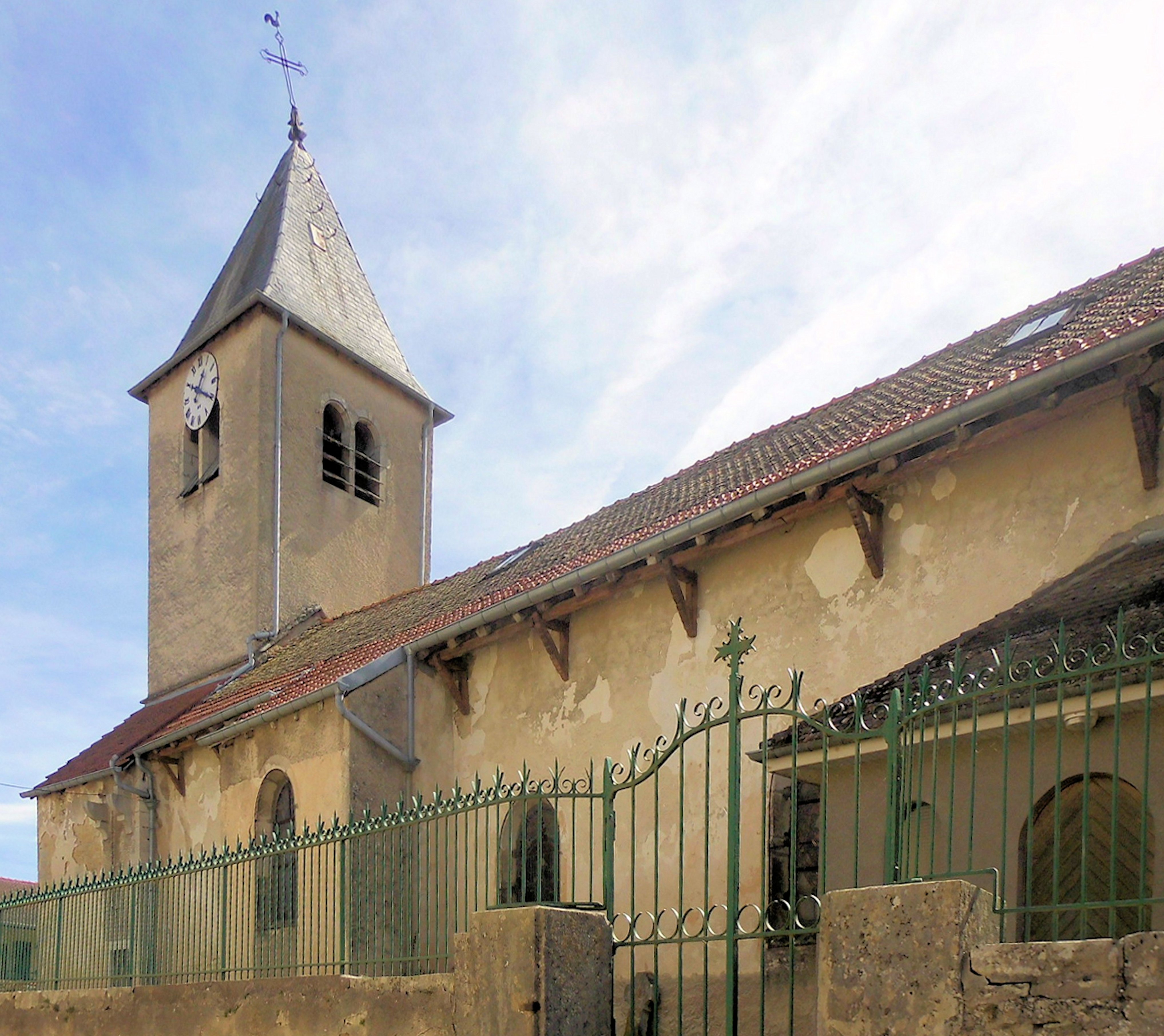
Kirche Sainte-Ursule im Ortsteil Noncourt
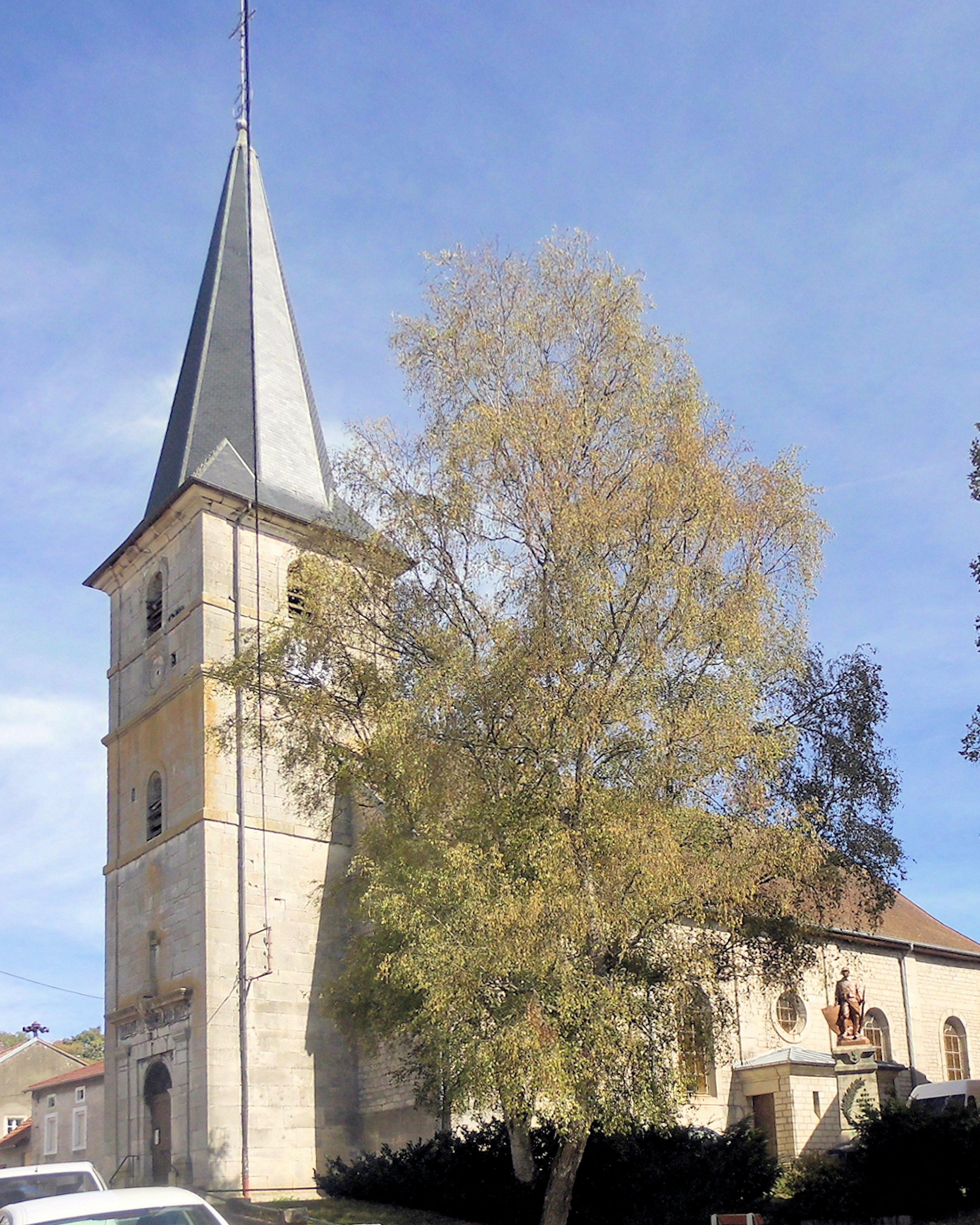
Kirche Saint-Martin im Ortsteil Rouceux
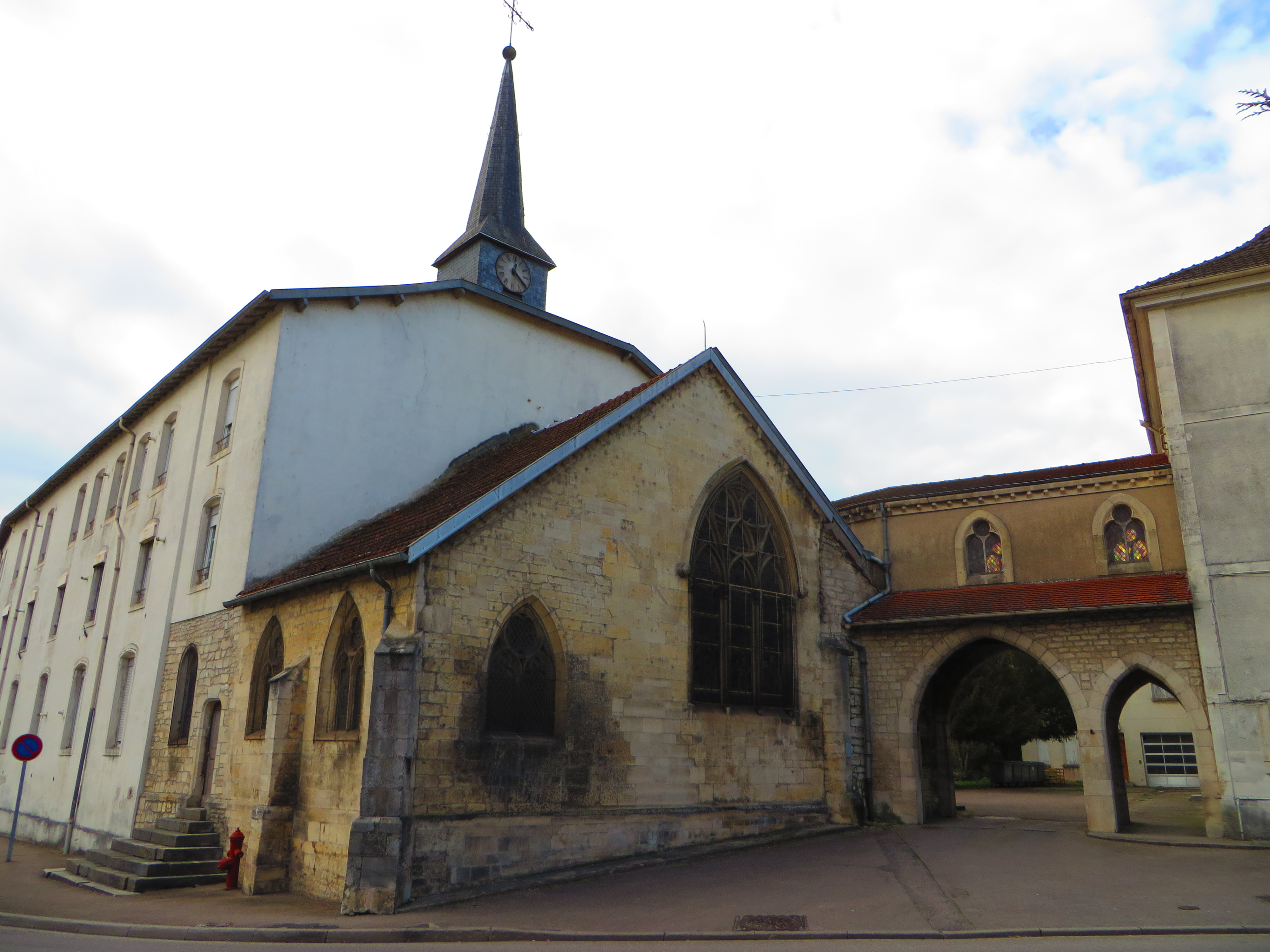
Kapelle Saint-Esprit und ehemaliges Hospital
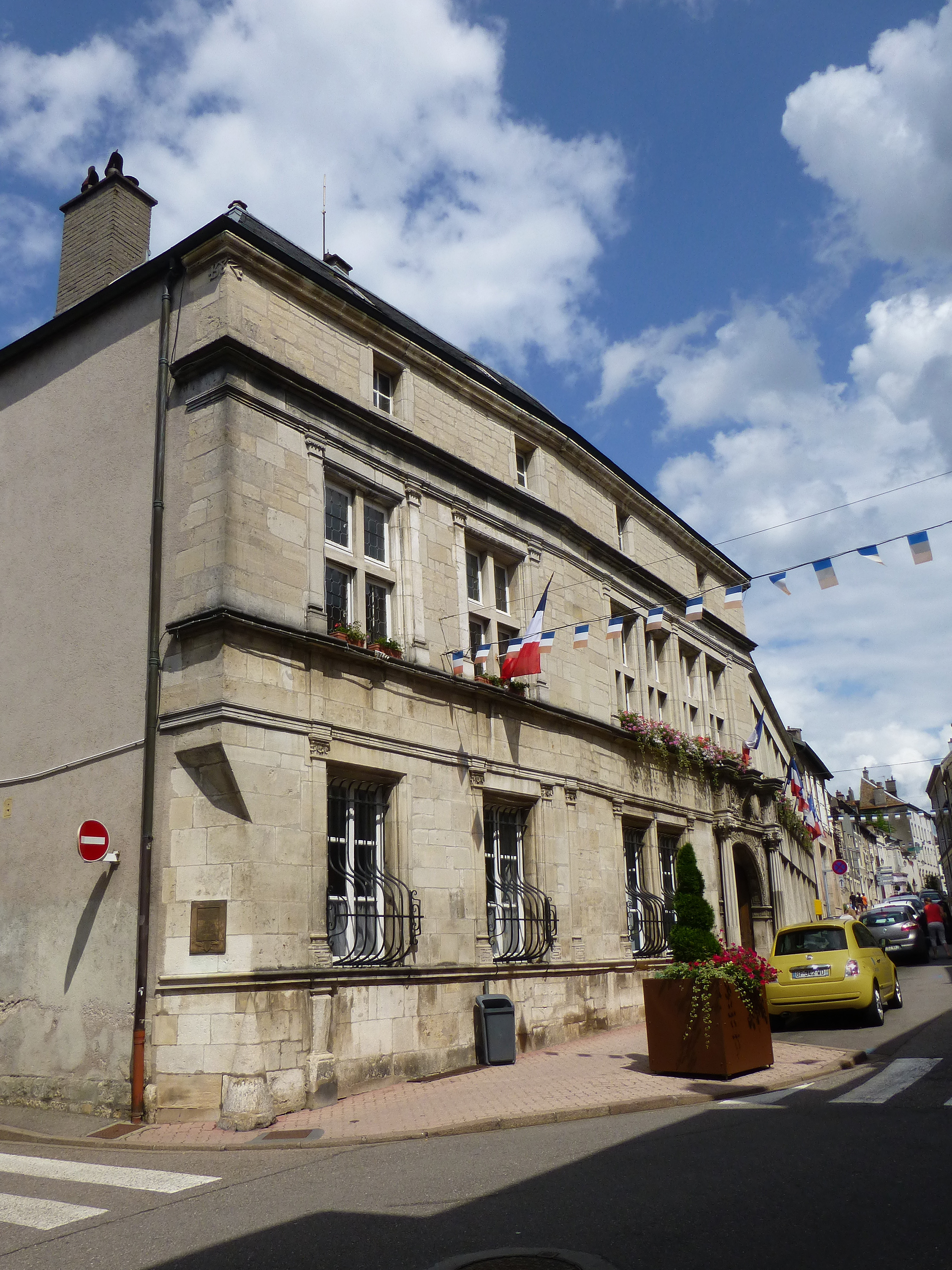
Hôtel de ville (Rathaus) im Hôtel de Houdreville
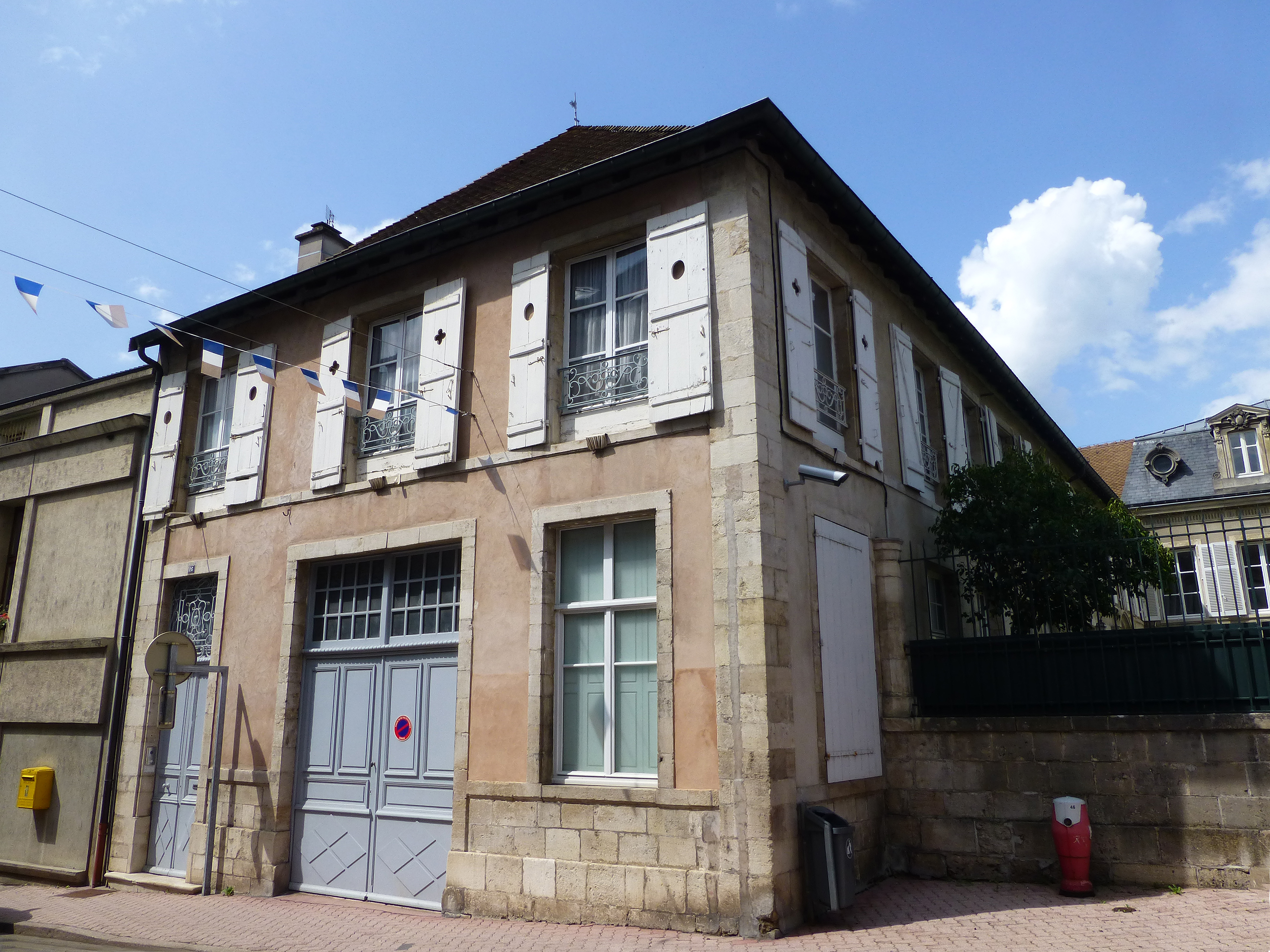
Hôtel de Malte, ehemals Hospital Saint-Jean-de-Jerusalem, heutige Unterpräfektur
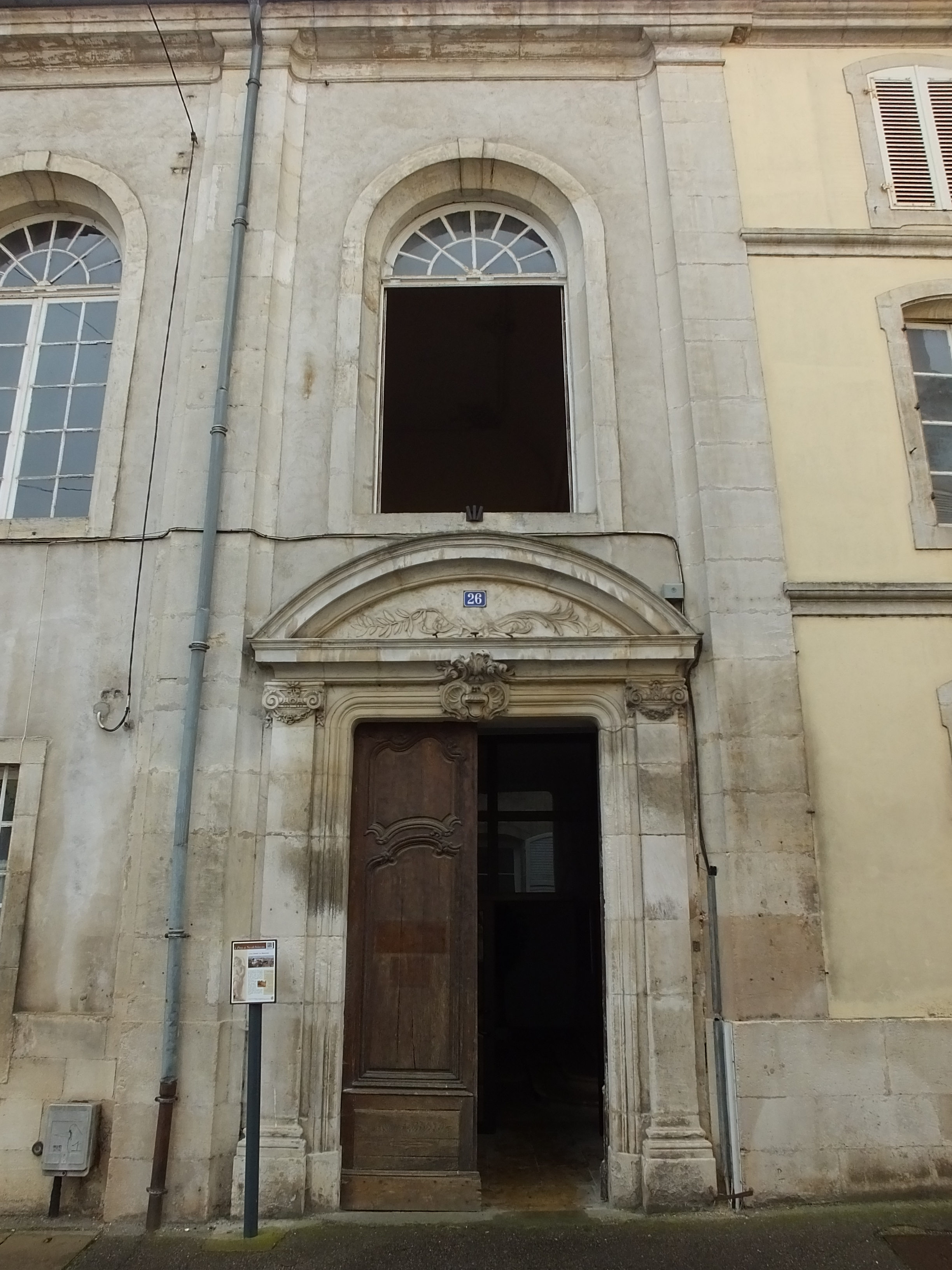
Fassade des ehemaligen Klosters der Congrégation Notre-Dame

## Persönlichkeiten
- Henriette von Lothringen (1605–1660), Prinzessin von Phalsbourg und Lixheim, verstorben in Neufchâteau
- Nicolas-Louis François de Neufchâteau (1750–1828), französischer Staatsmann und Dichter, Mitglied des Directoire (1797), Innenminister (1797–1799)
- Étienne-François Dralet (1760–1844), französischer Jurist, geboren in Neufchâteau
- Émile Thomas (1843–1923), französischer Philologe, geboren in Neufchâteau
- Paul Prosper Henrys (1862–1943), französischer General, geboren in Neufchâteau
- Jean-François Hory (1949–2017), französischer Politiker (MRG/PRG), geboren in Neufchâteau
- Stéphan Grégoire (* 1969), französischer Autorennfahrer und Unternehmer, geboren in Neufchâteau